# Орєхов Сергій Миколайович

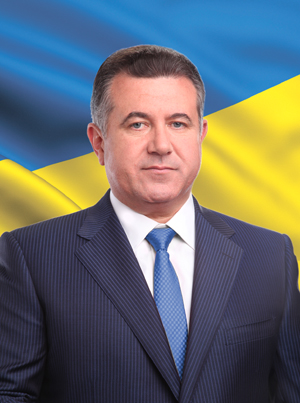
фото Орєхов

Сергій Миколайович Орєхов (нар. 28 лютого 1966, Макіївка, Донецька область) —  Голова Міжнародної громадської організації "Рада з екологічної безпеки" [Архівовано 15 липня 2019 у Wayback Machine.] з 2012 року, Голова Української партії "Зелена планета" з 2012 року, Голова Наглядової ради «Міжнародного Університету Фінансів», Член Європейської академії наук, мистецтв і літератури (ЄАНМЛ) в Парижі, з 2018 року - Почесний Голова Наглядової ради наукового проекту "Світові традиції державного управління", з 2023 року Голова Дорадчо-консультативної Ради Президії ГО "Українська Рада Миру"
Освіта:
Донецький національний університет, факультет: «Правознавство», за фахом – юрист.
Донецький університет управління, факультет післядипломної освіти, «Менеджмент організацій», за фахом – економіст;
Адвокат з 1993 року;
Науковий ступінь:
Доктор юридичних наук
Тема дисертації: “Міжнародно-правове регулювання охорони довкілля в Європейському союзі”
Посада: професор кафедри міжнародного права та порівняльного правознавства Київського Міжнародного Унівеситету.
Військова служба:
Військовозобов’язаний, військове звання -  «підполковник запасу» ЗС України (2020 р)
Діяльність:
Сергій Орєхов розпочав свою діяльність у невеличкому шахтарському містечку Зуївка (Донецької області), де з 1987 працював підземним ГРОЗом. Його кар’єрний шлях будувався поступово, але зусилля та вкладений труд не виправдовували жодних очікувань. Жага до знань, лідерські якості та цілеспрямованість спонукають Сергія Орєхова рухатись далі, саме тому він вступає до вишу на юридичний факультет, здобуваючи юридичну освіту.
Після чого Сергій Орєхов починає працювати на новій посаді – заступник директора ТОВ «Маяк», згодом засновує власну юридичну фірму «Право».
Юридична практика в якості адвоката впродовж десятиріччя підкріплюється активною громадською та політичною діяльністю. Через небайдужість до проблем регіону Сергій Миколайович розпочинає політичну діяльність: спочатку обирається депутатом-мажоритарником Харцизької міської ради III скликання (1998- 2002р), а у 2002 році стає депутатом Донецької обласної ради (2002-2006р) IV-скликання. Сергій Орєхов активно бере участь у житті країни, зокрема, веде активну діяльність на благо Донецького регіону. Одним з пріоритетних напрямків діяльності Сергія Орєхова є допомога знедоленим дітям, дітям-сиротам та дітям, позбавлених батьківської опіки. Так, завдяки ініціативі та сприянню Сергія Орєхова у місті Харцизьк, Донецької області було засновано КЗ «Харцизький центр соціально-психологічної реабілітації дітей».
З 2008 по 2009 рік Сергій Орєхов стає помічником-консультантом народного депутата України. А починаючи з 2009 року працює в системі Держспоживстандарту України – обіймає посаду заступника директора Департаменту споживчої політики та реклами (начальник відділу аналізу та моніторингу продовольчих товарів Держспоживстандарту). З кінця 2009 року по грудень 2010 року Сергій Миколайович стає начальником Головного Донецького обласного управління у справах захисту прав споживачів. З грудня 2010 року по квітень 2011 року працює Головою Державної служби технічного регулювання України (Указ Президента України № 1266/ 2010 від 28 грудня 2010). З квітня 2011 року по червень 2014 року працює Головою Державної інспекції України з питань захисту прав споживачів (Указ Президента України № 539/ 2011 від 29 квітня 2011 року). 18.07.2019 Призначено науковим консультантом з питань підготовки пропозицій щодо інтеграції законодавства України до системи міжнародного права в Інститут законодавства Верховної Ради України на громадських засадах (Наказ №60/2 -К від 18.07.2019).
Указом Президента України від 23 серпня 2011р. №874/2011, присвоєно III ранг державного службовця. Указом Президента України від 24 серпня 2013р. №463/2013, присвоєно II ранг державного службовця.
Досягнення
В якості голови Державної інспекції України з питань захисту прав споживачів Сергій Орєхов реалізував низку інноваційних та провідних проектів серед яких:
· В рамках підтримки українських виробників і надання їм переваги у покупців перед закордонними виробниками та продуктами була розроблена та впроваджена програма додаткового маркування українських товарів - “Купуй українське”.
· В рамках сприяння та покращення якості українських товарів, послуг та робіт було модернізовано та виведено на Європейський рівень Всеукраїнський конкурс «100 найкращих товарів України».
· Задля покращення умов життя співгромадян, зокрема в рамках протидії пасивного паління, одним з найважливіших законопроектів, ініційованих С. Орєховим був Закон України N 4844-VI, що регулює обмеження споживання тютюнових виробів і регламентує відповідальність за їх вживання у всіх громадських місцях. Прийнятий 24 травня 2012 року.
· В рамках удосконалення законодавчої бази, за ініціативою Сергія Орєхова були розроблені доповнення та зміни до низки Законів України: «Про
стандартизацію», «Про сертифікацію та оцінку відповідності», «Про захист прав споживачів»;
· В якості видатного правозахисника та борця за збереження ресурсів планети Земля, Сергій Орєхов отримав офіційне запрошення взяти участь у Національному молебному сніданку за участю Президента США Бараком Обамою у штаті Вашингтон.
Плідна праця на державних посадах не перешкоджає Сергію Орєхову займатись громадською та політичною діяльністю. Так, з 2011 року він стає Радником президента Міжнародної Ліги Захисту Людської Гідності. У 2012 році на IV З'їзді Партії Сергія Орєхова обирають Головою Української партії «Зелена планета». Того ж року Сергій Орєхов започатковує й очолює Міжнародну громадську організацію «Рада з екологічної безпеки» до складу якої входять провідні державні службовці, політичні та наукові діячі, серед яких багато Героїв України, академіків та науковців.
За кордоном представниками МГО «Рада з екологічної безпеки» стають Прунаріу Думітру Дорін - Герой СРСР, Герой Румунії, перший космонавт Румунії; Берталан Фаркаш - Герой СРСР, Герой Угорщини, перший космонавт Угорщини.
Одним із стратегічних напрямів у роботі Ради є очищення земель від сміттєзвалищ, безвідходне перероблення твердих побутових відходів, збереження лісів та очищення питної води. Зокрема МГО «Рада з екологічної безпеки» бере за основу у своїй діяльності розвиток та підтримку культури, медицини, освіти; здійснює науково-дослідницьку, зовнішньо-політичну та міжнародну співпрацю. Основними партнерами для МГО «Рада з екологічної безпеки» є Київський Національний технічний університет України “Київський політехнічний інститут ім. І.Сікорського” (ректор - М. Згуровський); Громадська організація “Українська Рада Миру” (голова М.Згуровський, ректор НТУ КПІ); Асоціація екологічних організацій Казахстану (голова правління - А. Соловьйова); Українська Асоціація зовнішньої політики (президент - В. Хандогій), «Союз юристів України» (голова С. Піскун) та багато інших.
Для заохочення ініціатив та успіхів видатних українських та іноземних діячів у 2019 році за ініціативою Сергія Орєхова, спільно із Аерокосмічним Товариством України та Українським молодіжним аерокосмічним об’єднанням “Сузір'я” було засновано відзнаку “Зірка космонавта Л. Каденюка”. У лютому 2019 року, вшановуючи пам'ять про Героя України, першого космонавта України - Л. Каденюка, його обрали Назавжди Почесним Президентом МГО «Рада з екологічної безпеки». Першу “Зірку космонавта Л. Каденюка” отримав другий Президент України Л. Кучма.
Законотворчість
За ініціативою та безпосередньою участю Сергія Орєхова були розроблені наступні проекти Законів України:
· «Про заборону на вирубку лісів та введення мораторію на експорт лісо- та пиломатеріалів»;
· «Про внесення змін до Кримінального кодексу України» (щодо посилення відповідальності за забруднення навколишнього природного середовища);
· «Про внесення змін до Кримінального кодексу України та Кодексу України про адміністративні правопорушення» (щодо посилення відповідальності за випалювання рослинності або її залишків);
· «Про виробництво та обіг органічної сільськогосподарської продукції та сировини»;
· «Про Стимулювання виробництва теплової енергії з альтернативних джерел енергії» (прийнято Верховною Радою України у першому читанні за основу);
· Закон України «Про воду»;
· Закон України «Про безпечність харчових продуктів»;
· «Про ратифікацію Угоди про правовий статус Регіонального Екологічного Центру для Центральної та Східної Європи» (РЕЦ) від 15 липня 2015 року № 599-VIII.
Заходи:
· Організація та проведення щорічного  фестивалю “Sikorskiy Challenge” - на базі Київського Політехнічного Інституту. Мета заходу — визначення найцікавіших і найактуальніших стартапів у різних галузях: інформаційно-комп'ютерних технологій, машино- та приладобудування і агропромисловості та екологічної безпеки.
· Встановлення Світового Рекорду Гіннеса. Найбільший килим з квітів, створений CIB Україна, “Рада з екологічної безпеки” та УП “Зелена планета” 13,075.1 м2 в м. Київ 26 серпня 2016 року.
· Постійно організовуються та проводяться благодійні програми та заходи для дітей переселенців та військовослужбовців такі як «Зоряне літо» - веселі старти та спортивні змагання, «Діти за майбутнє країни» - метою якого є об'єднання національних інтересів українців, підняття духу патріотизму, залучення зростаючого покоління до культурного багатства і спадщини України; фестиваль «Зелений подих Життя» для дітей, які перемогли страшну онкологічну хворобу.
· Окремим напрямом своєї громадської діяльності Сергій Орєхов визначає патріотичне виховання молоді та волонтерство. Саме тому у важкі для країни часи Сергій Миколайович вважає за необхідне підтримувати захисників України, які стоять на варті суверенітету та державності країни. Протягом декількох років Сергій Орєхов надає підтримку 80 окремій десантно-штурмовій бригаді, що виконує завдання в зоні ООС, с початком повномасштабного вторгнення МГО “Рада з екологічної безпеки” зосередила свою діяльність на гумонітарній допомозі військовослужбоцям, лікарням, та вимушеним переселенцям.
Книги видані під патронатом та у співавторстві Сергія Орєхова
2020  – Науковий збірник «Східні традиції державотворення" у серії «Світові традиції державного управління» до 150-річчя Агатангела Кримського;
2019 – «Православна церква в Українському державотворення» (світові традиції державного управління),(С. Орєхов - почесний голова наглядової ради);
2018 – «Міжнародно- правове регулювання охорони довкілля в Європейському Союзі»;
2017 – Місія Космос, автор Леонід Каденюк;
2016 – «Києво-Печерська лавра в політико-правовій моделі Гетьманату за правлінням Кирила Розумовського», Володимир Омельчук, (С. Орєхов - почесний голова наглядової ради);
2015 – Державне управління в країнах Стародавнього сходу, (С. Орєхов - голова наглядової ради);
2014 – Нормативно-правове забезпечення державно-церковних взаємин у Візантійській імперії, Володимир Омельчук;
2012 – «Экологическая конституция Земли»;
2012 – Всеукраїнська виставка-конкурс дитячого малюнка «Я хочу жити в якісному світі»;
2012 – каталог дитячого малюнка «Чистий погляд на рідну землю»;
2011 – Всеукраїнська виставка-конкурс дитячого малюнка «Я хочу жити в якісному світі»;
Нагороди та відзнаки:
Нагороджений Відомчою почесною відзнакою Держспоживстандарту – нагрудним знаком «За заслуги» від 15 березня 2013 року;
Нагороджений Почесною грамотою Верховної Ради України «За особливі заслуги перед Українським народом» від 14 березня 2012 року;
Нагороджений Почесною грамотою Кабінету Міністрів України «За вагомий особистий внесок у забезпечення соціально-економічного розвитку України, реалізації державної політики у сфері захисту прав споживачів, багаторічну сумлінну працю та високий професіоналізм» від 22 серпня 2011 року;
Нагороджений Відзнака “Командира 80 ОДШБр” 20 квітня 2017 року;
Нагороджений Міністром оборони України Нагрудним знаком "Знак пошани"; 2020 року
Нагороджений Орденом Христа Спасителя “За внесок у розвиток української духовності та православ'я в Україні”;
Нагороджений відзнакою імені Вернадського В.І.  Національною академією наук України  "За особистий вагомий внесок у розвиток  науки та освіти" #19 від 28.02.2019 року.
Нагороджений  Європейською академією наук,мистецтв і літератури відзнакою "Почесна медаль" — січень 2020 року.
Отримав від  Головного Управління Розвідки МО України "Подяку"  -  за допомогу у справі захисту Української держави -  грудень 2023 року.